# 唐家璇
唐家璇（とう かせん、簡体字: 唐家璇、繁体字: 唐家璇、英語：Tang Jiaxuan、タン・チアシュアン、1938年1月17日 - ）は、中華人民共和国の政治家、外交官。中国共産党中央委員、外交部長、国務委員（副首相級）を歴任した。中日友好協会会長を務める。

## 経歴
1938年1月17日に江蘇省鎮江県に誕生する。1955年から1958年まで上海復旦大学外文系英語学科で学び、1958年には北京大学東洋語系日本語学科に移り、1962年に卒業した。
1962年から1964年まで放送事業局対外部日本語係で働き、1964年から1969年まで外交部翻訳隊で翻訳に携わった。文化大革命により1969年から1970年にかけて外交部五七幹部学校に下放されている。
1970年には復権し、対外友好協会副処長、日中友好協会理事に就任。1973年11月、中国共産党に加入。1978年、駐日大使館第二秘書となり、後に第一秘書に昇格。
1983年に中央国家機関外事整党工作指導小組弁公室副主任、1985年に外交部アジア局副局長を歴任した。
1988年、駐日大使館公使級参事官として来日し、後に公使に昇格。1991年、外交部部長補佐官。1993年、外交部副部長。
1997年9月の第15回党大会において党中央委員に選出。
1998年に銭其琛の後任として外交部長に就任した。
1999年の台湾大地震の際に「わが国の一部である台湾省」と発言し、中華民国の反発を引き起こした。2001年には靖国神社問題への対応に関する田中眞紀子外務大臣との会談について、「（靖国神社参拝を）やめなさいとゲンメイしました」と語り、一部から傲慢や内政干渉との批判を受けた。「ゲンメイ」に当てる字が「言明」か「厳命」なのかについては、判断が分かれるところである。
2002年11月の第16回党大会において中央委員に再選。2003年国務委員に昇格し、李肇星が後任の外交部長に就任した。2004年、中国国際関係学会会長。
2005年に中国を訪問中の衆議院議員・野田毅元自治大臣（日中友好協会会長）は北京での唐との会談で「日中関係の改善は小泉首相に期待しない」と唐が明らかにしたことを指摘し、安倍晋三官房長官は同発言について「指導者としては不適切な発言」と抗議した。
2005年2月に北朝鮮が核保有国宣言を行うと、同年7月には胡錦濤総書記の特別代表として訪朝し、金正日総書記と会談。また、2006年10月に北朝鮮が核実験を行った際も、直ちに主席特別代表の資格で訪朝し、金正日との会談では核再実験の自制と六カ国協議の再開を強く呼び掛けた。
2007年10月、第17回党大会において中央委員を退任した。2008年2月20日に朱鎔基国務院総理に同行した2000年10月以来約7年4か月ぶりに訪日。同年3月17日の全国人民代表大会で引退した。
2009年に中日友好協会名誉顧問、2010年に第5期新中日友好21世紀委員会首席委員（座長）を務めた。
2012年3月15日に中日友好協会会長に就任した。

## 日本との関係
1970年代初めまでの外交部翻訳隊及び対外友好協会勤務中には訪中した日本人の通訳を務め、司馬遼太郎や有吉佐和子などと面識があったため、『街道をゆく』や『有吉佐和子の中国レポート』などの著作にも登場している。また2011年に温家宝国務院総理の要請で実現した北京講演の為に中国を訪問した日本のアイドルグループであるSMAPと人民大会堂で会見し、メリー喜多川や飯島三智も立ち会った。